# Science-Fiction-Jahr 1894
Übersicht

◄◄ | ◄ | 1890 | 1891 | 1892 | 1893 | Science-Fiction-Jahr 1894 | 1895 | 1896 | 1897 | 1898 | ► | ►►

Weitere Ereignisse

## Neuerscheinungen Literatur
| Deutscher Titel               | Deutschsprachiges Erscheinungsjahr | Originaltitel | Autor                      | Anmerkungen |
| ----------------------------- | ---------------------------------- | ------------- | -------------------------- | ----------- |
| Selbsthilfe                   | –                                  | –             | Leopold Heller             |             |
| Unter der roten Fahne         | –                                  | –             | Hermann Lahrssen           |             |
| Deutschland im Jahre 1919     | –                                  | –             | Friedrich Wilhelm Stehlich |             |
| Die Seeschlacht bei Helgoland | –                                  | –             | Bruno F. Warrentin         |             |

## Geboren
- Aldous Huxley († 1963) schrieb 1932 mit Schöne neue Welt eine der ersten Dystopien
- Hans Henny Jahnn († 1959)
- Delos Wheeler Lovelace († 1967) schuf King Kong
- S. P. Meek († 1972) schrieb die Serie Doctor Bird and Operative Carnes